# 帖卡露帕達
帖卡露帕達（荷蘭語：Teckarupada/Tekarukpada）是17世紀台灣西拉雅族信仰的東方天空女神之一，亦為西拉雅十三神之一，負責掌理穀物蔬果。其夫塔碼吉山嘉為南方天空之神，負責造人與掌理雨水。